# Державний кордон Іспанії

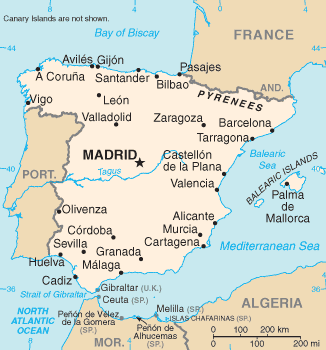
Карта Іспанії

Державний кордон Іспанії — державний кордон, лінія на поверхні Землі та вертикальна поверхня, що проходить по цій лінії, що визначають межі державного суверенітету Іспанії над власними територією, водами, природними ресурсами в них і повітряним простором над ними.

## Сухопутний кордон
Загальна довжина кордону — 1952,7 км. Іспанія межує з 5 державами. На території країни відсутні анклави інших держав. Іспанія на африканському континенті має ряд ексклавів, що межують з Марокко — Сеута, Мелілья, Пеньйон-де-Велес-де-ла-Гомера.
Ділянки державного кордону
| Держава         | Ділянка        | Довжина (км) | Прикордонні регіони | Примітки |
| --------------- | -------------- | ------------ | ------------------- | -------- |
| Андорра         | північний схід | 63           |                     |          |
| Франція         | північний схід | 646          |                     |          |
| Велика Британія | південь        | 1,2          |                     |          |
| Португалія      | захід          | 1224         |                     |          |
| Марокко         | південь        | 18,5         |                     |          |

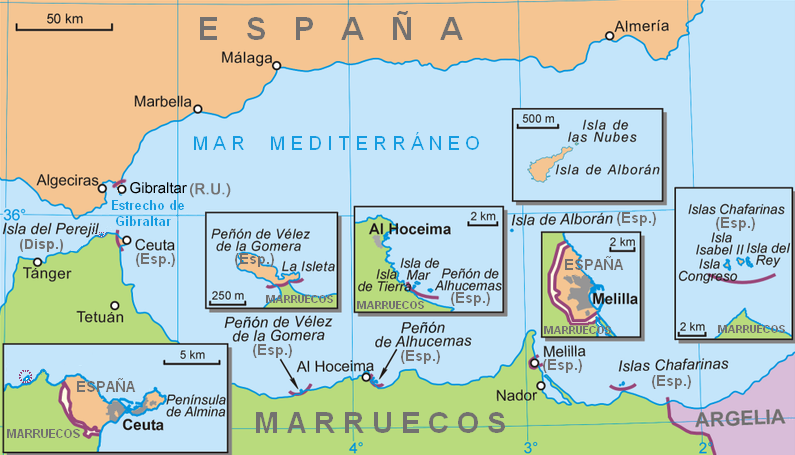
Іспанські території в Африці

## Морські кордони

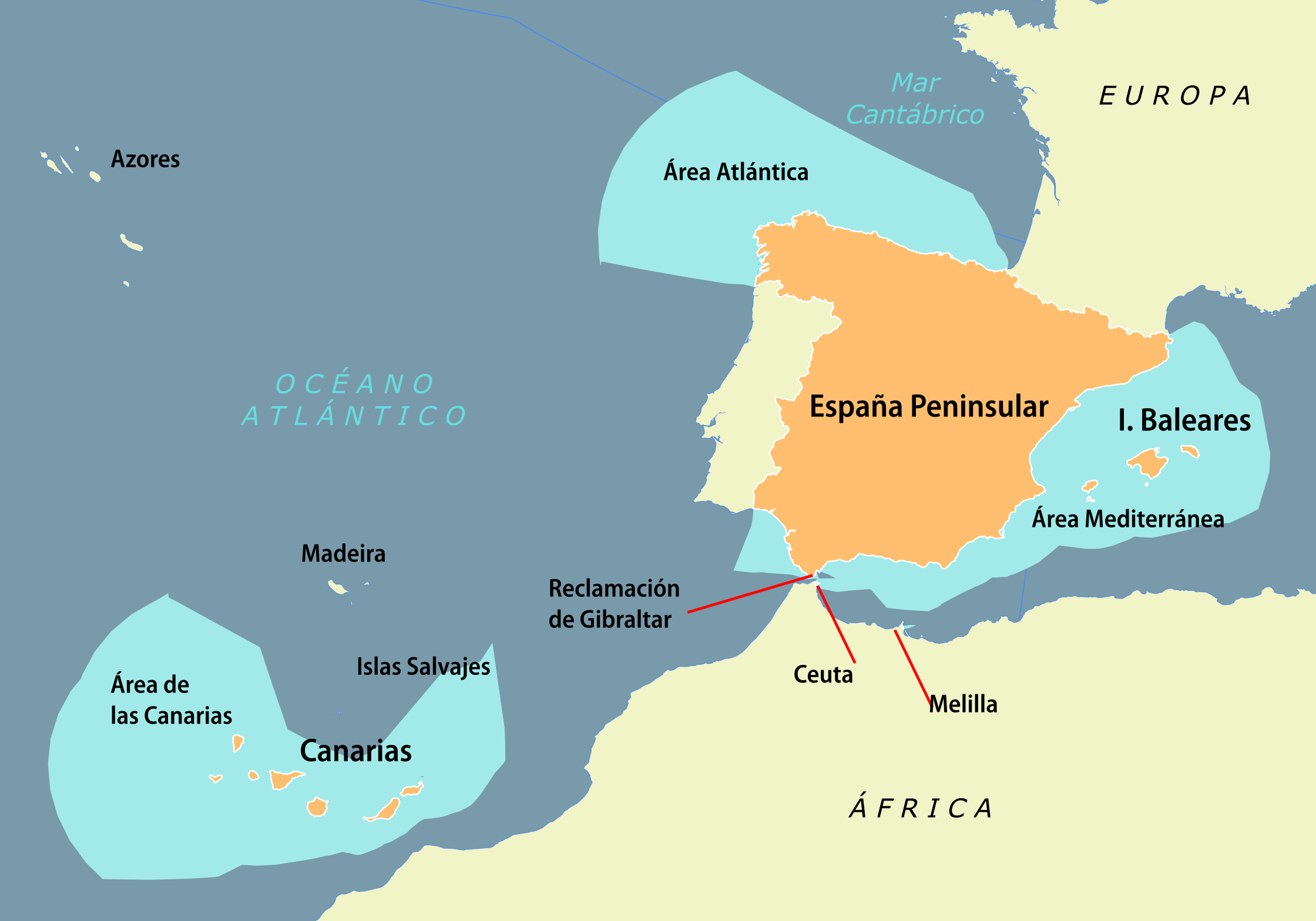
Морські кордони Іспанії

Іспанія на півночі омивається водами Біскайської затоки; на північному сході — Балеарського і на півдні — водами моря Альборан Середземного моря Атлантичного океану. Загальна довжина морського узбережжя 4964 км. Згідно з Конвенцією Організації Об'єднаних Націй з морського права (UNCLOS) 1982 року, протяжність територіальних вод країни встановлено в 12 морських миль (22,2 км). Прилегла зона, що примикає до територіальних вод, в якій держава може здійснювати контроль, необхідний для запобігання порушень митних, фіскальних, імміграційних або санітарних законів, простягається на 24 морські милі (44,4 км) від узбережжя (стаття 33). Виключна економічна зона встановлена на відстань 200 морських миль (370,4 км) від узбережжя (окрім вод Середземного моря).